# Vasiliy II Vasilyevich
Vasiliy Vasiliyevich (tiếng Nga: Василий Васильевич; 10/3/1415 – 27/3/1462), còn gọi là Vasiliy II "Mù" (Василий II Темный), là Đại Thân Vương xứ Moskva với quãng thời gian cai trị khá dài (1425–1462). Lên ngôi khi còn rất nhỏ tuổi (mới 10 tuổi), Vasiliy II đấu tranh quyết liệt với Hãn Quốc Kim Trướng và nội bộ để ổn định quốc gia. Cùng với những Đại Thân Vương tiền nhiệm, Vasiliy II có nhiều công lao lớn với sự nghiệp thống nhất nước Nga, tạo mọi điều kiện cho con trai kế vị là Ivan III của Nga thống nhất hoàn toàn nước Nga vào năm 1480, đóng đô tại Moskva.

## Mười năm đầu tiên ở ngôi và đấu tranh trong cung đình
Vasiliy là con út và cũng là con trai thừa kế duy nhất của Đại Thân Vương Vasiliy I của Nga với hoàng hậu Sophia của Litva (anh trai Ivan của ông qua đời năm 1417 khi mới 22 tuổi). Sau khi Vasiliy I vừa băng hà, Vasiliy II được tuyên bố là Đại Vương Công vào năm 10 tuổi, mẹ ông là nhiếp chính. Lợi dụng tân Đại Vương Công còn nhỏ tuổi mới lên cầm quyền, người chú Yuri xứ Zvenigorod (Hoàng tử xứ Galich-Mersky) và hai con trai của ông, Vasily "Mắt Chéo" và Dmitry Shemyaka, nắm lấy cơ hội để tự tuyên bố của mình lên ngôi. Biện minh cho tuyên bố tự lên ngôi này, Yuri xứ Zvenigorod dựa vào di chúc của Dmitry Ivanovich Donskoy, Cha của Yuri và là ông nội của Vasily II viết rằng, khi Vasily I vừa băng hà thì Yuri của Zvenigorod sẽ được lên kế vị ngôi Đại Vương Công. Nhưng Dmitri viết di chúc này khi Vasiliy, con trai của ông không có con trai còn sống; điều này suy ra di chúc này chỉ được thi hành khi Vasiliy không có con thừa kế. Nhận thức sức mạnh của quyển di chúc "kế vị" do cha mình để lại đã bị các vương công lợi dụng để tranh đoạt quyền lực, Vasiliy đã sinh ra được con trai út cùng tên mình (Vasiliy) để phá vỡ âm mưu này. Cái chết quá sớm của ông (1425) để lại một khoảng trống quyền lực quá lớn, mặt khác Đại công quốc Moskva có quyền lực không mạnh cho nên các vương công lợi dụng thời gian thuận lợi này (1425 - 1435) để thao túng quyền lực ở Moskva.
Lên ngôi khi còn rất nhỏ (mới 10 tuổi), Vasili I được mẹ mình và nhất là ông ngoại Vytautas (Đại vương công Lithuania) giúp đỡ để giữ vững vương quyền. Khi ông ngoại bất ngờ qua đời năm 1430, người chú Yuri của Zvenigorod cử sứ giả đến Hãn Quốc Kim Trướng cho phép mình được cai trị Moskva. Không được Khả Hãn ủng hộ, Yuri dẫn quân đội bất ngờ tấn công Moskwa. Ở kinh thành, Vasili đưa quân kháng cự quyết liệt. Bị Ivan Vsevolzhsky phản bội, quân của Vasili thất thủ và Vasili bị chú mình bắt sống (năm 1433). Được Khả Hãn công nhận ngôi vị, Yuri đày cháu trai đến thị trấn Kolonma. Ngay khi đến nơi, Vasili bắt đầu tập hợp lực lượng chống lại kẻ cướp ngôi. Cảm thấy không an toàn về ngôi vị của mình, Yuri lập tức ký hiệp ước với cháu trai rồi rời ngôi vị (năm 1434) và trở về phương Bắc. Khi Vasili II trở về Moscow, ông đã bị Vsevolzhsky làm mù như một kẻ phản bội.
Thế nhưng, các con trai của Yuri lại có tính tham lam như cha, muốn cướp ngôi Đại công Moskwa. Lúc Vasili II vừa mới yên vị được vài tháng, những kẻ cướp ngôi ngay lập tức mở cuộc tấn công vào kinh thành. Họ đã đánh bại Vasili II và buộc ông này (tức Vasili) phải tìm kiếm nơi ẩn náu trong Hãn quốc Kim Trướng. Sau khi Yuri qua đời năm 1434, Vasili Cross-Eyed bước vào điện Kremlin và được công bố là Đại công mới. Dmitry Shemyaka, người đang có kế hoạch muốn chiếm ngôi của anh trai, đã cãi nhau quyết liệt với Vasili Cross-Eyed và quyết định liên minh với Vasily II. Liên minh Vasili II - Dmitry Shemyaka đã trục xuất Vasily Cross-Eyed ra khỏi Kremlin vào năm 1435

## Kazan và Shemyaka
Trong suốt triều đại của Vasiliy, Hãn quốc Kim Trướng sụp đổ và tan thành các Hãn Quốc nhỏ. Bây giờ ngôi vị của ông tương đối an toàn, ông phải giải quyết mối đe dọa từ quân Tatar. Năm 1439, Vasiliy II phải trốn khỏi thủ đô khi kinh thành bất ngờ bị quân do Ulugh Muhammad, Hãn của tân Hãn Quốc Kazan chỉ huy vây hãm. Sáu năm sau, Vasiliy II đưa quân chống lại Ulugh Muhammad, nhưng bị đánh bại và bị bắt làm con tin. Triều đình Moskwa phải trả một khoảng tiền chuộc lớn để thả Vasiliy ra sau 5 tháng bị cầm tù.
Trong thời gian Vasiliy bị bắt làm con tin, Shemyaka được trao quyền lực kiểm soát Moskwa. Ông ta đã đánh đuổi và buộc Vasiliy phải chạy trốn khắp nơi trong tình trạng bị mù (Tyomniy, nghĩa đen là 'bóng tối'). Nhờ nguồn gốc hoàng gia, Vasiliy nhanh chóng tập hợp lực lượng và tấn công vào kinh đô. Trận đánh quyết định giữa hai bên đã diễn ra ở Galich-Mersky vào năm 1450, kết quả là Vasiliy chiến thắng và Shemyaka bị đầu độc chết trong cung điện. Các con của Shemyaka phải chạy trốn sang Litva

## Thời kỳ cai trị cuối và chính sách
Trong những năm cuối ở ngôi vị, Vasiliy sau khi loại bỏ kẻ cướp ngôi vào năm 1450, đã hoạch định chính sách phát triển của công quốc. Ông đánh bại các công quốc quanh Moskva, củng cố quyền lực tối cao. Chiến dịch quân sự của ông từ năm 1451 đến năm 1460 đã tăng ảnh hưởng của Moskva lên tới Suzdal, vùng Vyatka, và các nước cộng hòa Novgorod và Pskov.
Ở phía tây nam Moskwa, Constantinople rơi vào tay của Đế quốc Ottoman, và Thượng phụ đồng ý thừa nhận uy quyền tối cao của Đức Giáo hoàng trong Hội Đồng Florence. Vasiliy II nhanh chóng bác bỏ quyết định này. Theo một sắc lệnh năm 1448 của ông, giám mục Jonah được bổ nhiệm làm Thượng phụ Moskwa (1448 - 1461) thay thế cho Thượng phụ tiền nhiệm Isidore; đồng thời tuyên bố Nhà thờ Chính thống giáo Nga độc lập với Thượng phụ thành Constantinople. Động thái này làm tăng thêm uy tín của Nga trong các quốc gia Chính thống giáo.
Trong những năm cuối cùng trị vì, Vasiliy II được con trai là Ivan III của Nga và Thượng phụ Jonah giúp đỡ rất nhiều trong các công việc trị quốc. Cái chết của ông vào năm 1462 đã đưa Ivan III của Nga lên ngôi Đại Thân Vương